# Podhorany (Nitra)
Podhorany (in ungherese Menyhebédszalakusz, in tedesco Mältern) è un comune della Slovacchia facente parte del distretto di Nitra, nella regione omonima.